# Marília
Marília − miasto w południowo-wschodniej Brazylii, w stanie São Paulo.
Liczba mieszkańców w 2021 roku wynosiła ok. 242,2 tys.
Miasto jest siedzibą klubu piłkarskiego Marília AC.
W mieście rozwinął się przemysł spożywczy oraz włókienniczy.